# Prawia
Nella mitologia slava Prawia è la principale forza che dà movimento e vita al mondo. Prawia ha un significato simile al greco Logos. È una parola frequentemente usata nel Libro di Veles.
Dal contenuto del Libro di Veles si può concludere che Prawia è nella mitologia slava l'insieme delle forze di natura che determinano l'origine della materia e che decidono delle complicate proprietà e strutture della materia. Le più semplici e le più essenziali forme attraverso le quali Prawia si manifesta sono il caos e la casualità che sono visibili in ciascun elemento del mondo. Da Prawia derivano anche le leggi della biologia e dell'evoluzione. Anche tutta la cultura degli uomini e le sue leggi sono una manifestazione del caos primitivo. Prawia è quindi anche la coscienza degli uomini della propria esistenza, del mondo e dei loro rapporti con la natura. Esiste negli uomini e anche al di fuori di loro; cambia il mondo in un organismo cosciente e indipendente. Grazie a Prawia si può anche riconoscere Wyraj: la sorgente del diritto per il mondo.
Interrompere la realizzazione del motore della storia, come voluto da Prawia, può portare verso forme di cultura mutile e pericolose per gli uomini. La realizzazione dei piani di Prawia, al contrario, dà l'occasione agli uomini di diventare coscienti e capaci di cambiare il mondo, sviluppando un rapporto amichevole nei suoi confronti.